# Premi Ciutat de Barcelona de literatura en llengua catalana
El Premi Ciutat de Barcelona de literatura en llengua catalana és un guardó atorgat a una obra de creació literària en qualsevol gènere, escrita originàriament en català i publicada per una editorial de Barcelona o de la seva regió metropolitana. L'import del premi correspon a l'autor de l'obra premiada. El premi el lliura l'Ajuntament de Barcelona i el guardonat és escollit per un jurat integrat per un màxim de sis persones: un president o presidenta, fins a un màxim de quatre vocals i un/a representant de l'Institut de Cultura de Barcelona que té veu però no vot. Forma part del Premi Ciutat de Barcelona que recull guardons anuals a diferents disciplines, i aquesta categoria fou instaurada 1978, si bé entre 1985 i 1991 estava desdoblada en les categories de Poesia catalana i Narrativa catalana. La categoria de Poesia catalana s'havia concedit anteriorment, també, entre els anys 1951 i 1977. El 1963 i el 1969, per altra part, en la categoria de Novel·la es varen premiar sengles novel·les en català.

## Guardonats
- 2024 - Cristina Masanés, per Marxarons. Viatge pels cims i les valls del llenguatge.[4]
- 2023 - Roser Vernet, per Lo mig del món.[5]
- 2022 - Esteve Miralles, per El meu amic.[6]
- 2021 - Irene Pujadas, per Els desperfectes. Menció especial a Ruderals de Caterina Pérez Gómez[7]
- 2020 no convocat[8]
- 2019 - Joan Benesiu, per Serem Atlàntida.[9]
- 2018 - Josep Pedrals, per Els límits del Quim Porta.[10]
- 2017 - Max Besora, per Aventures i desventures de l'insòlit i admirable Joan Orpí, conquistador i fundador de la Nova Catalunya.[11]
- 2016 - Carles Rebassa, per Eren ells.[12]
- 2015 - Najat El Hachmi, per La filla estrangera.[13]
- 2014 - Toni Sala, per El cas Pujol.[14]
- 2013 - Joan Carreras, per Cafè Barcelona.[15]
- 2012 - Josefa Contijoch, per Sense alè.[16]
- 2011 - Perejaume, per Pagèsiques.[17]
- 2010 - Ponç Puigdevall, per Un dia tranquil.[18]
- 2009 - Francesc Serés, per Contes russos.[19]
- 2008 - Joan Francesc Mira, per El professor d'història.[20]
- 2007 - Pere Rovira, per L'amor boig.[21]
- 2006 - Sergi Pàmies, per Si menges una llimona sense fer ganyotes.[22]
- 2005 - Jordi Sarsanedas, per Una discreta venjança.[23]
- 2004 - Dolors Miquel, per Aioç.[24]
- 2003 - Imma Monsó, per Millor que no m'ho expliquis.[25]
- 2002 - Màrius Sampere, per Les imminències.[26]
- 2001 - Jordi Coca, per Sota la pols.[27]
- 2000 - Miquel Batllori, per Records de quasi un segle.[28]
- 1999 - Josep Maria Ruiz, per L'art de Ramon Llull i la teoria escolàstica de la ciència.[29]
- 1998 - Màrius Serra, per La vida normal.[30]
- 1997 - Julià de Jòdar, per L'àngel de la segona mort.[31]
- 1996 - Jaume Cabré, per L'ombra de l'eunuc.[32]
- 1995 - Biel Mesquida, per Excelsior o el temps escrit.[33]
- 1994 - Miquel de Palol, per Igur Nebli.[34]
- 1993 - Quim Monzó, per El perquè de tot plegat.[35]
- 1992 - Francesc Parcerisas, per Focs d'octubre.[36]